# Peroksydaza tarczycowa
Ludzka peroksydaza tarczycowa (TPO – ang. thyroid peroxidase, hTPO – ang. human thyroid peroxidase, peroksydaza jodkowa) – enzym transbłonowy o numerze EC 1.11.1.8 i masie cząsteczkowej 107 kDa, występuje w postaci dimeru na szczytach komórek w pęcherzykach tarczycy. Jego główną rolą jest udział w syntezie hormonów tarczycy przez katalizowanie utleniania jodu, jodowanie reszt tyrozyny i sprzęganie jodotyrozyny (MIT – monojodotyrozyny oraz DIT – dijodotyrozyny) w trijodotyroninę (T3) i tetrajodotyroninę (T4 – tyroksynę).
U ludzi TPO jest kodowana przez gen TPO zlokalizowany na krótkim ramieniu drugiego chromosomu. Składa się on z 17 eksonów.
Kataliza przy udziale TPO przebiega zgodnie z równaniem:
{\displaystyle 2I^{-}+H_{2}O_{2}+2H^{+}\rightarrow \ 2I+2H_{2}O}.